# Coregonus holsata
Coregonus holsata is een straalvinnige vissensoort uit de familie van de zalmen (Salmonidae) en de onderfamilie van de houtingen. De wetenschappelijke naam van de soort is voor het eerst geldig gepubliceerd in 1916 door Thienemann. Het is een endemische vissoort in Duitsland die Schaalsee Maräne wordt genoemd.

## Herkenning
Deze houting verschilt in een aantal detailkenmerken van andere soorten in hetzelfde water waaronder het aantal kieuwboogaanhangsels (23 tot 27 opvallend kort) en schubben op de zijlijn (gemiddeld 89). De vis kan 47 cm lang worden.

## Verspreiding en leefgebied
Deze houting kwam alleen voor in de meren Schaalsee en Selenter See. De vis is geïntroduceerd in de Drewitzer See, deze populatie is de enige die nu nog bestaat. De vis houdt zich op in het open water en foerageert op zoöplankton en ongewervelde organismen op de waterbodem. De vis paait in de maanden november en december.

## Status
Deze houting staat niet op de Rode Lijst van de IUCN.